# Frikeh, Idlib
Frikeh, Idlib (tiếng Ả Rập: فريكة) là một ngôi làng Syria nằm ở Jisr al-Shughur Nahiyah ở huyện Jisr al-Shughur, Idlib. Theo Cục Thống kê Trung ương Syria (CBS), Frikeh, Idlib có dân số 3261 trong cuộc điều tra dân số năm 2004.